# Викторија (Тексас)
Викторија (енгл. Victoria) град је у америчкој савезној држави Тексас. Налази се у округу Викторија, чије је седиште. По попису становништва из 2010. у њему је живело 62.592 становника.

## Демографија
Према попису становништва из 2010. у граду је живело 62.592 становника, што је 1.989 (3,3%) становника више него 2000. године.
| Група             | 2000.          | 2010.          |
| Белци             | 28.917 (47,7%) | 26.178 (41,8%) |
| Афроамериканци    | 4.599 (7,6%)   | 4.849 (7,7%)   |
| Азијати           | 612 (1,0%)     | 854 (1,4%)     |
| Хиспаноамериканци | 26.012 (42,9%) | 30.220 (48,3%) |
| Укупно            | 60.603         | 62.592         |